# Petrolisthes manimaculis
Petrolisthes manimaculis is een tienpotigensoort uit de familie van de Porcellanidae. De wetenschappelijke naam van de soort is voor het eerst geldig gepubliceerd in 1945 door Glassell.